# Trzebownisko (gmina)

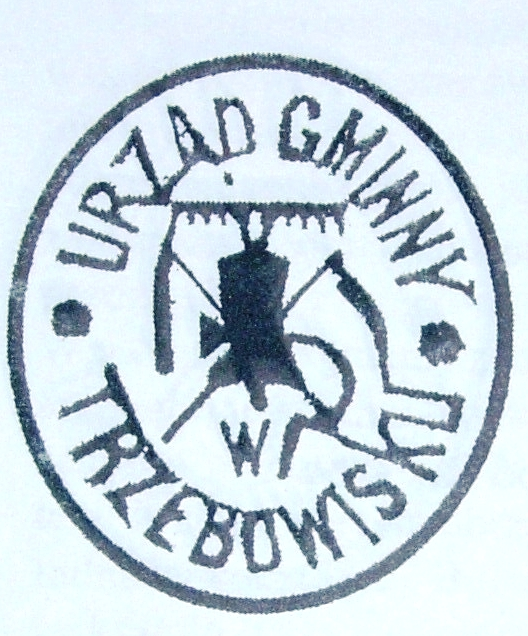
Historyczna pieczęć gminy

Trzebownisko – gmina wiejska w województwie podkarpackim, w powiecie rzeszowskim. W latach 1975–1998 gmina położona była w województwie rzeszowskim.
Siedziba gminy to Trzebownisko.
Na terenie gminy funkcjonuje port lotniczy Rzeszów-Jasionka oraz lotnisko.
Według danych z 31 grudnia 2019 roku gminę zamieszkiwało 22 296 osób.

## Struktura powierzchni
Gmina Trzebownisko ma obszar 90,29 km², w tym:
- użytki rolne: 64,59%
- użytki leśne: 13,41%

Gmina stanowi 7,41% powierzchni powiatu.

## Demografia
Dane z 31 lipca 2013 r.
| Opis                              | Ogółem | Ogółem | Kobiety | Kobiety | Mężczyźni | Mężczyźni |
| --------------------------------- | ------ | ------ | ------- | ------- | --------- | --------- |
| jednostka                         | osób   | %      | osób    | %       | osób      | %         |
| populacja                         | 20 175 | 100    | 10374   | 51,42   | 9801      | 48,58     |
| gęstość zaludnienia (mieszk./km²) | 223,45 | 223,45 | 114,9   | 114,9   | 108,55    | 108,55    |

- Piramida wieku mieszkańców gminy Trzebownisko w 2014 roku.

## Sołectwa
Jasionka, Łąka, Łukawiec, Nowa Wieś, Stobierna, Tajęcina, Terliczka, Trzebownisko, Wólka Podleśna, Zaczernie.

## Sąsiednie gminy
Czarna, Głogów Małopolski, Krasne, Rzeszów, Sokołów Małopolski